# Midschwiz
Midschwiz (arabisch مجوز, DMG miǧwiz, IPA: [mɪd͡ʒwɪz]; auch midjwiz, englische Umschrift mijwiz) ist ein Einfachrohrblattinstrument aus zwei zylindrischen Spielröhren, das in Syrien, Libanon und Jordanien gespielt wird. Die beiden Röhren des Holzblasinstruments sind gleich lang und durch Schnurwicklungen an beiden Enden starr miteinander verbunden. Beide Röhren sind auf die gleiche Tonhöhe gestimmt und haben jeweils fünf bis acht (bisweilen auch mehr) relativ große Grifflöcher, die paarig auf einer Höhe angeordnet sind. Als Material der Melodierohre kommen Pflanzenhohlstängel (meist Bambus) zum Einsatz. Die Konstruktion des midschwiz entspricht zwei verbundenen sipsis. Der midschwiz wird meist mit Zirkularatmung und unisono gespielt, zweistimmige Effekte sind möglich. Er wird nicht überblasen.

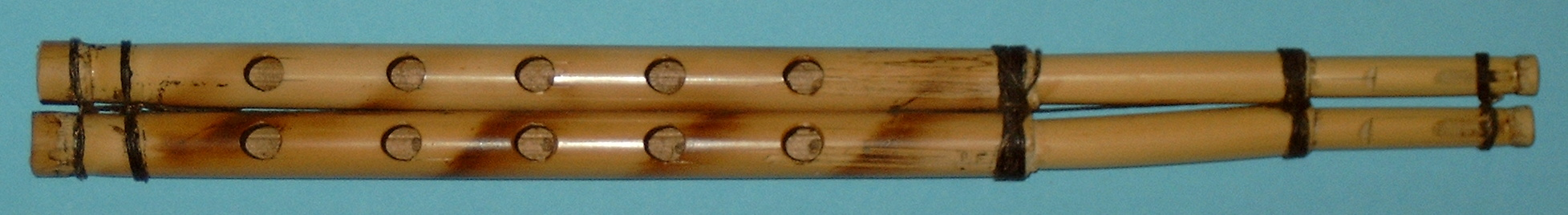
Midschwiz aus Ägypten

## Verbreitung und Terminologie
Der Instrumententypus ist vor allem im Mittelmeerraum und im Vorderen Orient unter verschiedenen Namen verbreitet. Die Instrumente heißen in Irak muṭbag, in Ägypten زمارة zummāra, in Albanien zumare, in Palästina يرغول yarghūl, im Jemen مزمار mizmār (steht ansonsten für den surnai-Typ). In Nordafrika werden die Bezeichnungen مقرونة maqruna/magrūna und زمر zam(a)r verwendet, auch mit zwei Schalltrichtern aus Horn. In der Türkei heißen entsprechende Instrumente çifte (allgemein „doppelt“) oder arghul (argun, kargin oder zambir). Sowohl einfach als auch gedoppelt können die sardische bena, die xeremia eivissenca auf Ibiza und die ungarische duda verwendet werden.
Ein verwandter ägyptischer Instrumententyp, bestehend aus einer Röhre mit Grifflöchern und einer grifflochlosen Bordunröhre, heißt ارغول arghūl. Beim sonarel (Languedoc) sind das Melodie- und das Bordunrohr durch einen Steg fest miteinander verbunden; vergleiche die beiden verbundenen Röhren der dreifachen launeddas in Sardinien. Ein baskisches Doppelinstrument mit Horntrichtern und/oder Windkapseln heißt alboka.
In der Literatur werden die gedoppelten Rohrpfeifen allgemeinsprachlich als „Doppelklarinetten“ bezeichnet.

## Herkunft
Die Vorläufer der heutigen Instrumente sind bereits im alten Ägypten nachgewiesen. Der Aulos der klassischen Antike kann nur bedingt zu den Vorläufern der gedoppelten Rohrpfeifen gerechnet werden, da er unverbundene Melodierohre hatte, die in V-Haltung gespielt wurden.

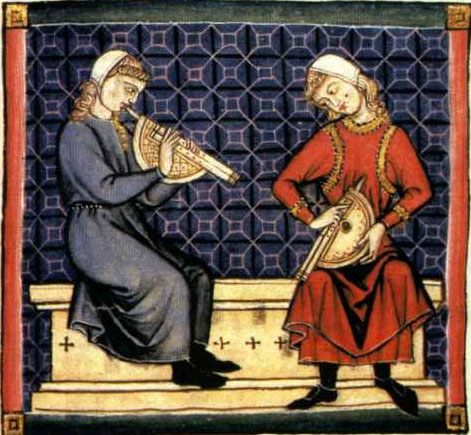
Mittelalterliche Darstellung von gedoppelten Chalumeaux

Im Hochmittelalter sind entsprechende Instrumente im westlichen Europa nachgewiesen, die als chalumeau (maskulinum, plural chalumeaux) oder muse (femininum, plural muses) bezeichnet werden. Im Einzelnen finden sich Instrumente mit verbundenen parallelen Schallrohren (Psalter von Limoges, 12. Jahrhundert), die auf einem halbrunden Holzbogen befestigt sein können (Cantigas de Santa Maria). Oder es werden zwei parallele Schallrohre in ein Holzstück gebohrt (Charavines-Colletière, 11. Jahrhundert; Saint-Ours de Loches, 12. Jahrhundert). Weiter gibt es Abbildungen von Dreifachinstrumenten mit parallelen Schallrohren (zwei Bordunrohre ohne Grifflöcher, (Cantigas)); Codex der Canterbury School 12. Jahrhundert.